# Sfârșitul lumii (film din 2008)
Sfârșitul lumii (titlu original: Doomsday) este un film SF de acțiune postapocaliptic din 2008 scris și regizat de Neil Marshall. Rolurile principale au fost interpretate de actorii Rhona Mitra, Bob Hoskins și Adrian Lester.
În producerea filmului, Marshall s-a inspirat din diverse filme, inclusiv Mad Max, Evadare din New York și După 28 de zile.

## Distribuție
- Rhona Mitra - Eden Sinclair
- Bob Hoskins - Bill Nelson
- David O'Hara - Michael Canaris
- Malcolm McDowell - Marcus Kane
- Alexander Siddig - Prime Minister John Hatcher
- Adrian Lester - Sergeant Norton
- Craig Conway - Sol